# Gnophomyia mediotuberculata
Gnophomyia mediotuberculata is een tweevleugelige uit de familie steltmuggen (Limoniidae). De soort komt voor in het Neotropisch gebied.